# 新潟県道72号柏崎越路線
新潟県道72号柏崎越路線（にいがたけんどう72ごう かしわざきこしじせん）は、新潟県柏崎市から同県長岡市に至る県道（主要地方道）である。

## 概要

### 路線データ
- 実延長：18,816.3 m[1]
- 起点：新潟県柏崎市大字北条字清水尻（国道291号交点）
- 終点：新潟県長岡市朝日字蒲原（新潟県道23号柏崎高浜堀之内線交点）

## 歴史
- 1993年（平成5年）5月11日 - 建設省から、県道柏崎越路線が柏崎越路線として主要地方道に指定される[2]。

## 路線状況

### 重複区間
- 新潟県道252号田代小国線（柏崎市大字北条字清水尻、起点 - 長岡市大積高鳥町）
- 新潟県道433号東長鳥五十土線（柏崎市大字東長鳥 地内）
- 国道404号（長岡市岩田 地内）

## 地理

### 通過する自治体
- 柏崎市
- 長岡市

### 交差する道路
- 国道291号（起点：柏崎市大字北条字清水尻）
- 新潟県道252号田代小国線（長岡市大積高鳥町）
- 新潟県道114号越後広田停車場線（柏崎市旧広田）
- 新潟県道11号柏崎小国線（西長鳥交差点）
- 新潟県道433号東長鳥五十土線（柏崎市大字東長鳥 地内で重複）
- 国道404号（長岡市岩田地内で重複）
- 新潟県道23号柏崎高浜堀之内線（終点：朝日交差点）

### 沿線にある施設など
- 関越自動車道 長岡南越路スマートIC/越路BS
- JR信越本線
  - 北条駅 - 越後広田駅 - … - 越後岩塚駅 - 来迎寺駅
- 長岡市役所 越路支所（旧・越路町役場）
- 柏崎市立北条中学校
- 柏崎市立北条小学校
- 長岡市立越路中学校
- 長岡市立越路西小学校
- JA越後さんとう こしじ中央支店
- 北条郵便局
- 越後広田郵便局
- 岩塚郵便局
- 長岡市桝形山自然公園
- 長岡市成出運動公園
- 渋海川